# Ouanes Amor
Pour les articles homonymes, voir Amor.
Ouanes Amor (arabe : وناس عمر), né le 10 octobre 1936 aux îles Kerkennah et mort le 25 décembre 2024 au Mans, est un peintre tunisien.

## Biographie
Né le 10 octobre 1936, il arrive en France à l'âge de 17 ans, et devient l'élève de Roger Chastel en 1960 puis l'assistant de Gustave Singier en 1970, se liant dans ces deux ateliers d'une amitié durable avec son condisciple Bertrand-Moulin. En 1980, il devient professeur à l'École nationale supérieure des beaux-arts.
Claude Guibert le décrit en ces termes : 
« Venu d'une culture où l'image était bannie, Amor a situé son travail sur cette frontière de la représentation, non figurative certes, mais peut-on dire abstraite ? S'il est parti du signe, le peintre nous offre, au fil de ses séries, un réel que le travail coloré sur la surface révèle. Je pense, notamment, à cette série remarquable sur les oliviers : le peintre ne peint pas un olivier, il ne peint pas une toile abstraite : il peint la sensation de l'olivier. Au-delà de cette préoccupation, c'est bien avant tout de peinture qu'il s'agit. Amor a un projet qui ne tient pas dans un tableau ; le projet est le résultat de l'ensemble de l'œuvre où lumière et couleur, celles de sa Tunisie natale, constituent l'œuvre. »
Il meurt le 25 décembre 2024 au Mans,.

## Principales expositions
- Salon de la jeune peinture - Salon de mai - Salon des réalités nouvelles - Salon Comparaisons - Salon international de Monaco[Lequel ?]
- Musée d'Auxerre[Lequel ?] - Musée de Belgrade[Lequel ?] - Musée de Novi Sad[Lequel ?]
- Festival de Bergame[Lequel ?] - Festival de Toulon[Lequel ?]
- Galerie des Beaux-Arts[Lequel ?] - Galerie de France - Galerie Weiller - Galerie de Messine - Galerie Berthet-Aittouarès

## Collections publiques
- Bibliothèque nationale de France
- Musée d'Art moderne de Paris
- Centre culturel de Grenoble[Lequel ?]
- Musée de Noyon[Lequel ?]
- Musée de Monaco[Lequel ?]